# باز-عقاب والاس
باز-عقاب والاس (نام علمی: Nisaetus nanus) یک گونه از پرندگان شکاری از تیرهٔ بازان (Accipitridae) است. در کرا ایستموس، شبه‌جزیره مالایی، سوماترا و بورنئو یافت می‌شود. زیستگاه طبیعی آن جنگل‌هایجلگه‌ای نمناک نیمه‌گرمسیری یا گرمسیری است. از دست دادن زیستگاه و تجارت آن را تهدید می‌کند. این باز-عقاب با حدود ۴۶ سانتیمتر (۱۸ اینچ) در میان کوچک‌ترین عقاب‌های جهان با طول و وزن ۵۰۰–۶۱۰ گرم (۱٫۱۰–۱٫۳۴ پوند) (به اندازه یک شاهین بحری) است.